# Patrick Malahide
Patrick Malahide, właśc. Patrick Gerald Duggan (ur. 24 marca 1945 w Berkshire) – brytyjski aktor telewizyjny, filmowy i teatralny.

## Życiorys
Urodził się w rodzinie irlandzkich imigrantów. Kształcił się w prywatnej szkole katolickiej Douai School w Woolhampton, następnie studiował psychologię na Uniwersytecie Edynburskim. W trakcie studiów zajął się aktorstwem i reżyserią teatralną w ramach uniwersyteckiego towarzystwa dramatycznego. Przez dwa lata pracował jako nauczyciel w szkole podstawowej w Wokingham, później był m.in. sprzedawcą. Pod koniec lat 60. powrócił do działalności artystycznej, związany początkowo z teatrami Byre Theatre w St Andrews, Royal Lyceum Theatre w Edynburgu, Young Vic Theatre w Londynie czy Bristol Old Vic.
W 1976 debiutował w serialu telewizyjnym The Flight of the Heron. Dwa lata później po raz pierwszy wystąpił w filmie, grając w Sweeney 2. Wystąpił następnie w takich produkcjach telewizyjnych jak The Singing Detective czy Middlemarch. W latach 1993–1994 wcielał się w postać policjanta Rodericka Alleyna, głównego bohatera serialu The Inspector Alleyn Mysteries, nakręconego na podstawie powieści autorstwa nowozelandzkiej pisarki Ngaio Marsh. Pojawił się również w licznych filmach (m.in. Komfort i radość, Pola śmierci, Wyspa piratów, Długi pocałunek na dobranoc, Wydział pościgowy i Kapitan Corelli). Otrzymał również epizodyczną rolę w produkcji Świat to za mało, wchodzącej w skład cyklu filmów o Jamesie Bondzie. W latach 2012–2016 wystąpił w kilku odcinkach Gry o tron w roli Balona Greyjoya.

## Wybrana filmografia
- 1976: The Flight of the Heron (serial TV)
- 1976: The New Avengers (serial TV)
- 1978: Sweeney 2
- 1978: The Professionals (serial TV)
- 1983: Czarna Żmija (serial TV)
- 1984: Komfort i radość
- 1984: Pola śmierci
- 1986: The Singing Detective (serial TV)
- 1987: Miesiąc na wsi
- 1990: Sprawy inspektora Morse'a (serial TV)
- 1993: The Inspector Alleyn Mysteries (serial TV)
- 1994: Middlemarch (miniserial)
- 1995: Wyspa piratów
- 1996: Długi pocałunek na dobranoc
- 1997: Piękna i Borys Bestia
- 1998: Wydział pościgowy
- 1999: Fortress 2: Re-Entry
- 1999: Świat to za mało
- 2000: Billy Elliot
- 2000: Przyzwoity przestępca
- 2000: Zatrute pióro
- 2001: Kapitan Corelli
- 2002: Klub porywaczy
- 2004: Eurotrip
- 2005: Sahara
- 2006: Like Minds
- 2008: Powrót do Brideshead
- 2008: Survivors (serial TV)
- 2009: W czasie burzy
- 2012: The Paradise (serial TV)
- 2012: Gra o tron (serial TV)
- 2015: Indian Summers (serial TV)
- 2018: Zabójcze maszyny[2]